# Федоров Володимир Дмитрович (Герой Радянського Союзу)
Володимир Дмитрович Федоров (20 липня 1920 — 28 квітня 1998) — радянський військовик, Герой Радянського Союзу (1945), учасник німецько-радянської війни.

## Життєпис
Народився 20 липня 1920 року в Смоленську в родині робітника-залізничника. Росіянин. Мешкав у Москві. Закінчив 9 класів у 1939 році, став працювати слюсарем на автомобільному заводі.
У Військово-Морському Флоті СРСР з 1940 року.
Учасник німецько-радянської війни з червня 1941 року. Закінчив спеціальні курси.
Розвідник розвідувального відділу штабу Балтійського флоту старшина 2-ї статті Федоров В. Д. з січня 1943 по липень 1944 року дев'ять разів закидувався до тилу противника. Керована ним група добувала цінні відомості про ворожі війська і своєчасно передавала їх командуванню. Всього нею було передано вище 120 різних радіограм.
6 березня 1945 року старшині 2-ї статті Федорову В. Д. присвоєно звання Героя Радянського Союзу з врученням ордена Леніна і медалі «Золота Зірка» (№ 7261).
У 1947 році старшина 1-ї статті Федоров В. Д. демобілізований. Повернувся на автозавод на якому працював до війни, працював майстром, начальником дільниці. У 1959 році закінчив Московський автомеханічний технікум. Жив у Москві. Працював у НДІ автомобільного транспорту. Помер 28 квітня 1998 року. Похований на Калитниківському цвинтарі у Москві.

## Інше
Автор спогадів «Суровые тропы», «Девятьсот дней разведчика» та ін.